# Ameuvelle
Ameuvelle là một xã, nằm ở tỉnh Vosges trong vùng Grand Est của Pháp. Xã này có diện tích 5,56 km², dân số năm 1999 là 87 người. Xã này nằm ở khu vực có độ cao nhất là 307 m trên mực nước biển.

## Hành chính
| Danh sách các xã trưởng                |              |                   |      |         |
| Giai đoạn                              | Giai đoạn    | Tên               | Đảng | Tư cách |
|                                        | tháng 3 2008 | Pascal Nicolas    |      |         |
|                                        | 2001 - 2008  | Nicolas Sylvestre |      |         |
|                                        | 1977 - 2001  | Pierre Olivier    |      |         |
| Tất cả các dữ liệu trước đây không rõ. |              |                   |      |         |

## Biến động dân số
| 1962                                         | 1968 | 1975 | 1982 | 1990 | 1999 |
| -------------------------------------------- | ---- | ---- | ---- | ---- | ---- |
| 111                                          | 111  | 101  | 105  | 109  | 87   |
| Số liệu từ năm 1962: Dân số không tính trùng |      |      |      |      |      |